# Anne Gunn
Anne Gunn (nhũ danh Young; 11 tháng 4 năm 1756 – khoảng năm 1813) là một Giáo viên âm nhạc người Scotland, là người đã phát minh ra Musical Games (tạm dịch: Trò chơi âm nhạc), một bộ trò chơi trên bàn cờ được thiết kế để dạy lý thuyết âm nhạc cho trẻ em. Bà đã được cấp bằng sáng chế đầu tiên của Anh cho trò chơi trên bàn cờ và là bằng sáng chế duy nhất được cấp cho một nhà phát minh nữ vào năm 1801.

## Cuộc sống đầu đời và giáo dục
Bà được sinh ra ở Haddington, Đông Lothian với cha là David (mất năm 1758) và mẹ là Janet Young (nhũ danh Johnstone). David Young từng được bổ nhiệm làm Tiến sĩ đầu tiên của Trường Phổ thông Haddington với công việc được chỉ định là “Vocall & Instrumental Musick” (nghệ sĩ thanh nhạc và nhạc cụ). Sau đó bà đã trở thành hiệu trưởng của trường học này. Anne là con út trong gia đình có 11 người con. Anh trai bà, Walter Young cũng được biết đến với tư cách là một nhạc sĩ và nhà sưu tập bài hát chuyên nghiệp, là một người tư vấn của Robert Burns. Ông được phong làm mục sư Giáo hội Scotland vào năm 1769. Anne nói rằng khả năng âm nhạc của bà (đặc biệt là kiến thức về lý thuyết âm nhạc) được phát triển bởi cha và anh trai bà.

## Sự nghiệp ban đầu

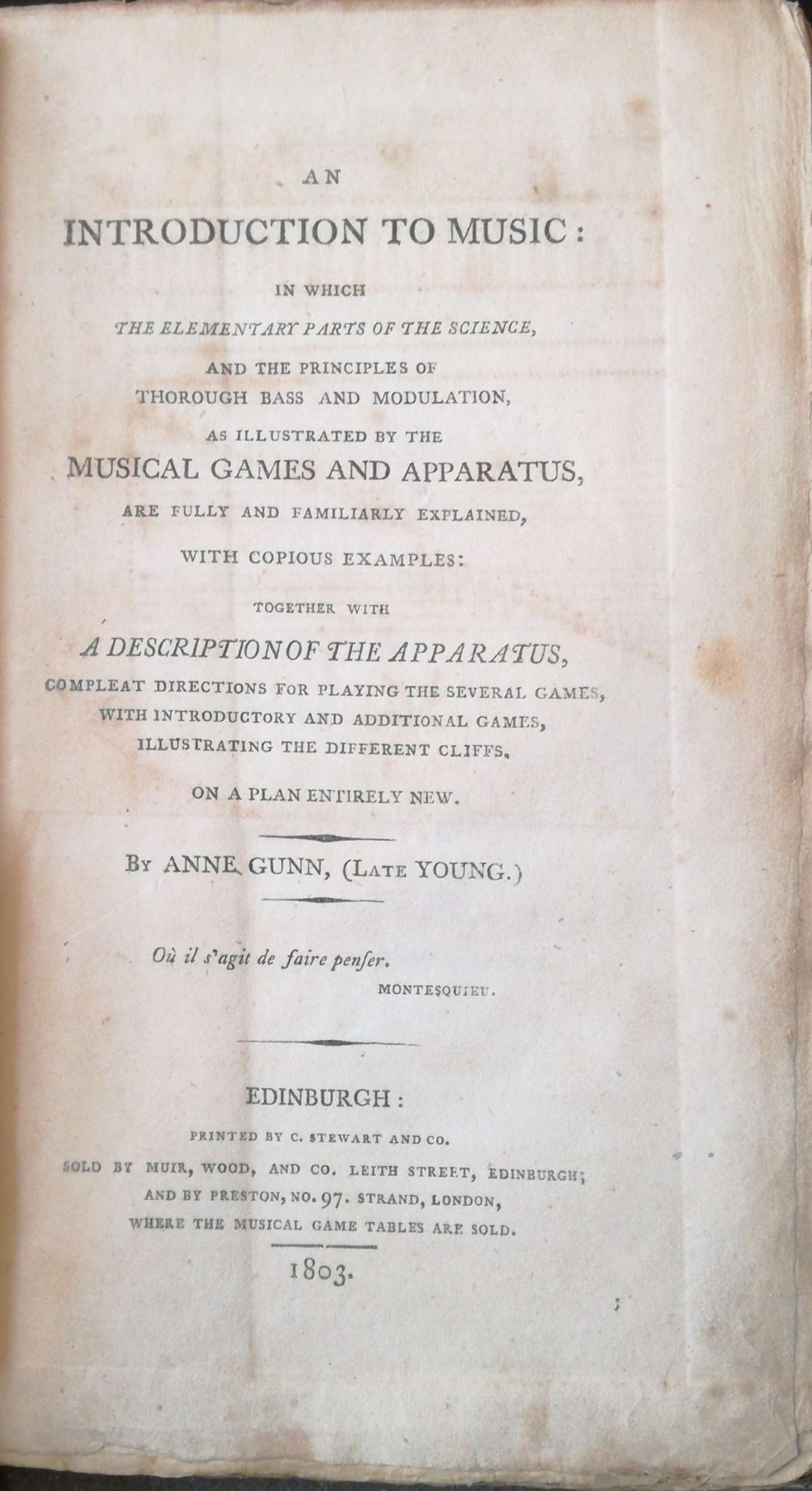
Bìa cuốn Giới thiệu về âm nhạc

Anne từng làm giáo viên dạy nhạc ở Edinburgh với công việc được chỉ định là người chỉ dẫn âm nhạc cho các cô gái trẻ. Bà đã xuất bản hai bài chuyên luận âm nhạc hướng dẫn về cách thể hiện và đọc nhạc. Chuyên luận đầu tiên là Các yếu tố của âm nhạc và Đặt ngón tay cho đàn Harpsichord (ban đầu được xuất bản ẩn danh vào năm 1790 trước khi phát hành lại với tên của bà vào khoảng năm 1802) và cuốn thứ hai là Giới thiệu về âm nhạc, xuất bản năm 1803 ngay sau khi bà kết hôn.

## Musical Games

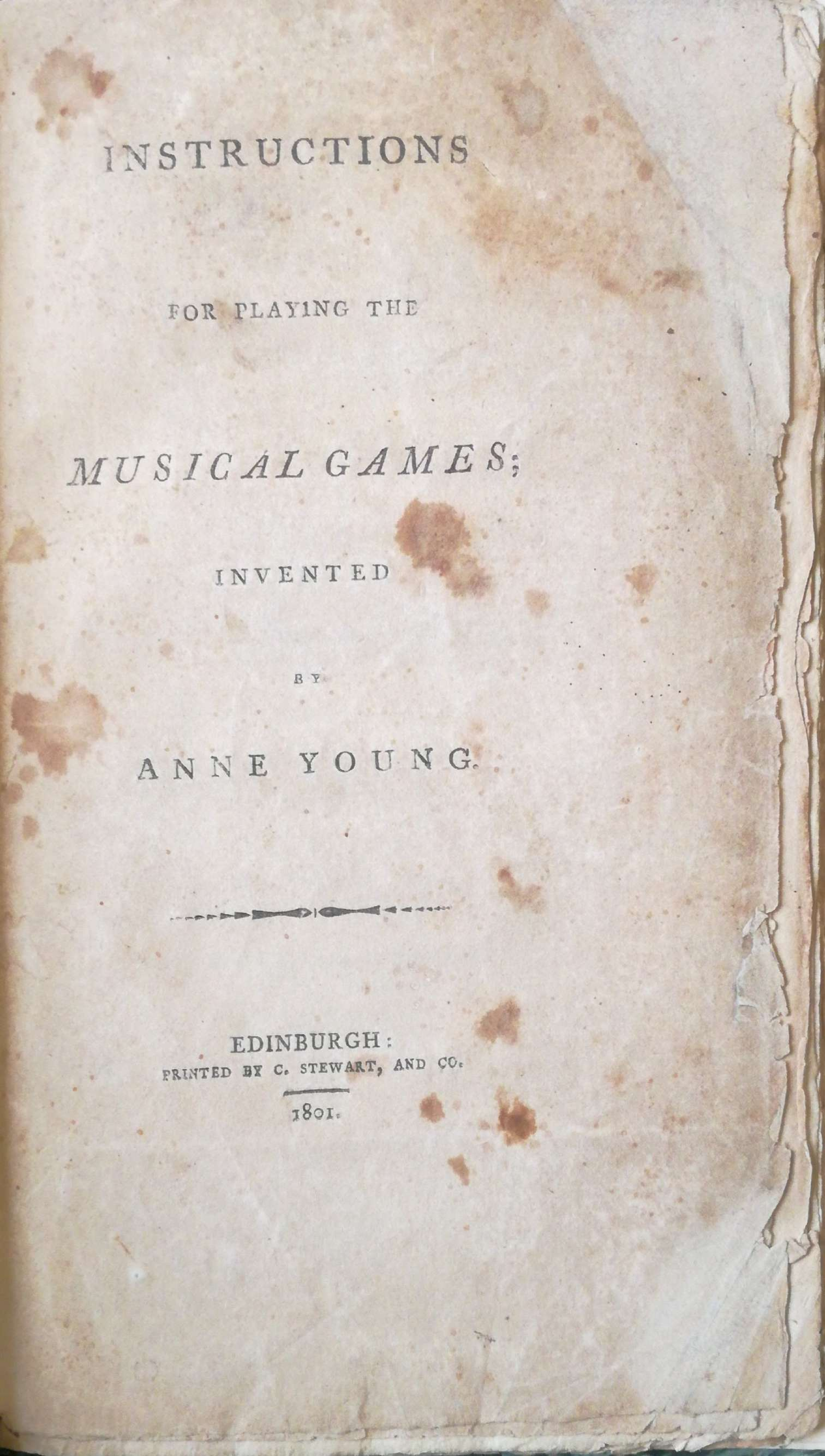
Bìa của cuốn Giới thiệu về cách chơi Musical Games

Vào ngày 16 tháng 3 năm 1801, Anne được cấp bằng sáng chế Hoàng gia cho phát minh Musical Games của bà, là một bộ trò chơi gồm 6 trò chơi dùng để dạy những kiến thức cơ bản về lý thuyết âm nhạc. Các trò chơi được chơi trên một bảng tùy chỉnh đặt trong hộp gỗ dái ngựa, với các chốt gỗ tùy chỉnh và xúc xắc ngà voi. Đây là bằng sáng chế đầu tiên của Anh được cấp cho trò chơi trên bàn cờ và là bằng sáng chế duy nhất được cấp cho một nhà phát minh nữ vào năm 1801. Ban đầu, bộ trò chơi có đi kèm một cuốn sách hướng dẫn được bán với bảng, sau đó Anne đã sửa đổi lại hướng dẫn và thêm nhiều trò chơi hơn.

Bà đã nói rằng bộ trò chơi này dành cho trẻ em và cho biết việc giảng dạy lý thuyết âm nhạc thường tẻ nhạt đối với cả giáo viên và học sinh vì lĩnh vực này đòi hỏi phải lặp đi lặp lại nhiều lần để đưa các khái niệm cơ bản vào đầu. Khi tạo ra bộ trò chơi, bà đã hy vọng sẽ thu hút trẻ em học âm nhạc tốt hơn, sau đó bà quan sát thấy rằng:
‘Tuy nhiên, có một điều mà tất cả trẻ em đều đồng ý, đó là sự nuông chiều hoặc vui chơi. Theo nguyên tắc này, nhiều nỗ lực thành công đã được thực hiện để phát minh ra một số môn thể thao hoặc trò chơi nhất định, đủ khả năng giải trí, đồng thời truyền đạt hoặc gây ấn tượng với trí nhớ một số lĩnh vực tri thức hữu ích.’

Mỗi trò chơi đều hướng dẫn người chơi cách xác định các khóa nhạc, quãng, gạch nhịp, gam, hợp âm và chuyển giọng.
Cuốn Giới thiệu về Âm nhạc có cung cấp hướng dẫn chi tiết hơn về cách chơi từng trò chơi. Anne cũng đã thêm một trò chơi giới thiệu mới về các nhịp nhạc, lưu ý rằng điều này là để đáp lại một số lời chỉ trích nhận được sau khi bảng trò chơi nguyên gốc phát hành vào năm 1801.
Sau khi bà qua đời, cuốn sách Giới thiệu về âm nhạc đã được tái phát hành vào năm 1820, trong đó có thêm sáu "Trò chơi cơ bản". Những trò chơi này dạy những nguyên tắc cơ bản cơ bản của lý thuyết âm nhạc và có thể được thiết kế để chơi trước khi phát triển thành trò chơi những năm 1801/03 ban đầu. Tuy nhiên đã không có những thông tin nào cho thấy Anne có ý định xuất bản những Trò chơi cơ bản này trước khi bà qua đời.

## Đời tư
Bà kết hôn với nhà văn kiêm nghệ sĩ cello John Gunn tại Nhà thờ Thánh Cuthbert, Edinburgh vào ngày 20 tháng 7 năm 1802. Sau khi kết hôn, bà nghỉ làm giáo viên dạy nhạc.
Trong một bức thư gửi Margaret Clephane, Gunn tiết lộ rằng vợ ông đã được đưa vào nhà thương điên vào cuối tháng 10 năm 1811. Nơi bà tị nạn chính xác không được xác định, mặc dù Kennaway gợi ý rằng đó có thể là một trong những nơi tị nạn tư nhân ở Edinburgh. Trong một bức thư ngày 31 tháng 1 năm 1814, ông đề cập rằng vợ ông đã qua đời vào năm 1813, mặc dù ông không nói rõ ngày chính xác.